# Joe O'Connor (snooker)
Joe O'Connor est un joueur professionnel de snooker anglais né le 8 novembre 1995. En décembre 2022, il décroche une première finale majeure lors de l'Open d'Écosse, mais s'incline face à Gary Wilson.
En février 2024, il réalise le 200e break maximum de l'histoire du snooker.

## Carrière
Vainqueur de quatre tournois amateurs entre 2017 et 2018, dont le championnat d'Angleterre contre Andrew Norman, il passe professionnel pour la saison 2018-2019. Après des victoires sur des joueurs de première classe mondiale comme Matthew Selt et Ryan Day pendant la première partie de saison 2018-2019, il se distingue lors de l'Open du pays de Galles où, en tant que 101e joueur mondial, il élimine Ding Junhui et John Higgins pour rejoindre la demi-finale du tournoi. Il y est battu par Stuart Bingham.
Au Masters d'Allemagne 2021, O'Connor réussi un beau parcours et n'est battu qu'en quart de finale par Tom Ford. Ce résultat lui permet de culminer à la 42e place du classement.
Lors de la saison qui suit, Joe connaît un brillant parcours lors de l'Open d'Écosse d'Edinburgh. Il y fait tomber des joueurs de classe mondiale : Zhao Xintong, Ding Junhui, Mark Williams, Ricky Walden et Neil Robertson. Qualifié pour la finale, il est invité à affronter un joueur moins bien classé, mais paye son manque d'expérience, s'inclinant sur le score terrible de 9-2, face à Gary Wilson. À l'Open du pays de Galles 2023, il est battu en quart de finale par le Chinois Pang Junxu, au terme d'un match à regrets. Il poursuit son ascension dès la semaine suivante à Wolverhampton, à l'occasion du championnat des joueurs où il est qualifié pour la première fois. Il y bat le 3e joueur mondial et très en forme Mark Allen, ainsi que Luca Brecel, pour rejoindre une nouvelle demi-finale. Il s'incline contre Ali Carter (6-4), alors qu'il menait 4-2.
En 2024, O'Connor est l'invité surprise de la finale du championnat de la ligue, signant notamment son premier break maximum en compétition. Auteur de sept autres centuries lors du tournoi, il réalise sa meilleure performance en carrière, mais s'incline quand même contre Mark Selby (3-1).
O'Connor montre à nouveau l'étendue des progrès qu'il a réalisés lors de l'Open mondial 2025. Bourreau de trois joueurs du top 16 (dont le no 1 mondial Judd Trump), il se propulse en finale du prestigieux tournoi chinois,,. Malgré une bonne résistance, il est quand même battu par John Higgins (10-6).
En début de saison 2025-2026, il perd une troisième finale classée en carrière contre Stephen Maguire au championnat de la ligue (3-1), mettant fin à sa série de onze victoires consécutives.

## Palmarès
| Légende | Catégorie                      | Titres                         | Finales                        |
|         | Tournois classés               | 0                              | 3                              |
|         | Tournois non classés           | 0                              | 1                              |
|         | Tournois pro-am                | 1                              | 0                              |
|         | Tournois amateurs              | 1                              | 0                              |
| Gras    | Tournois de la triple couronne | Tournois de la triple couronne | Tournois de la triple couronne |

### Titres
| Saison    | Nom du tournoi                   | Lieu       | Finaliste       | Score | Tableau |
| 2018      | Championnat d'Angleterre amateur | Angleterre | Andrew Norman   | 10-3  |         |
| 2023-2024 | Open de Belgique                 | Glabbeek   | Antoni Kowalski | 4-2   |         |

### Finales perdues
| Saison    | Nom du tournoi              | Lieu      | Vainqueur       | Score | Tableau |
| 2022-2023 | Open d'Écosse               | Edimbourg | Gary Wilson     | 2-9   | Tableau |
| 2023-2024 | Championnat de la ligue     | Leicester | Mark Selby      | 1-3   | Tableau |
| 2024-2025 | Open mondial                | Yushan    | John Higgins    | 6-10  | Tableau |
| 2025-2026 | Championnat de la ligue (2) | Leicester | Stephen Maguire | 1-3   | Tableau |